# Центрально-Городской район (Макеевка)
Центрально-Городско́й район — в центре и севере города Макеевка.
Общее население — 94 937 человек (2001 год)

## Достопримечательности
- Донецкий областной русский театр юного зрителя — ТЮЗ (ул. Ленина, 64)
- Макеевский экономико-гуманитарный институт (ул. Островского, 16)
- Филиал Донецкого областного краеведческого музея (ул. Ленина, 51/26)
- Свято-Георгиевский храм
- Макеевский политехнический колледж (ул. Ленина, 47)
- Гостиница «Маяк» (пл. Советская, 7)
- ЦПКиО имени 10-летия независимости Украины (ранее носил название ЦПКиО имени 50-летия Октября)
- Парк им. В. Джарты (Пионерский парк)
- Стадион «Бажановец» (в нерабочем состоянии)
- ДК им. М. И. Калинина шахты им. В. М. Бажанова
- Центрально-городское отделение ПАТ Проминвестбанка (м-н Солнечный, 12)

## Жилые массивы
- центр города
- Центральный
- Солнечный
- Черёмушки
- Посёлок шахты им. В. М. Бажанова
- Даки
- Посёлок шахты Батова
- 92-квартирный (дом)
- 3/5 (площадь Грибниченко)
- квартал «Комсомольский»
- квартал «Железнодорожный»
- квартал «Гвардейский»
- квартал «Металлург»
- квартал Шахтерский

## Основные автомагистрали
- ул. Ленина
- ул. Московская
- ул. Плеханова
- Донецкое шоссе
- просп. 250-летия Донбасса
- бульвар Горбачёва
- ул. Донецкая
- ул. Островского
- ул. Ольховская
- ул. 50-летия СССР
- пл. Ленина
- пл. Советская
- пл. Героев
- ул. Вяземского

## Промышленные предприятия
- Шахты ГХК «Макеевуголь»: имени Бажанова, имени Батова.
- Макеевское трамвайно-троллейбусное управление (МакТТУ)
- Макеевский винзавод
- Макеевский городской водоканал

## Городской транспорт

### Троллейбусы
Макеевский троллейбус
- 2 Детский мир (центр) — Железнодорожный вокзал
- 3 Детский мир — пос. Бажанова
- 4 Детский мир — «Даки»
- 5 Детский мир — ул. Горностаевская

### Маршрутное такси
- 1 АС «Плехановская» — «ЖД вокзал» (через «Даки») (Автобус)
- 1 АС «Центр» — «ЖД вокзал» (через «Даки») (Маршрутное такси)
- 2 АС «Плехановская» — пос. Бажанова
- 4 АС «Плехановская» — пос. Ново-Калиново
- 7 АС «Плехановская» — АС «Червоногвардейская» (через пос. Восточный)
- 8 АС «Плехановская» — пос. Путь Ильича
- 30 АС «Плехановская» — АС «Червоногвардейская» (по трассе ликвидированного троллейбуса 10)

### Трамвай
Макеевский трамвай
До начала  года в районе эксплуатировались трамваи
- 1 Железнодорожный вокзал (Кировский район Макеевки) — ПТУ 66 (Кировский район Макеевки)
- 3 Железнодорожный вокзал (Кировский район Макеевки) — пос. Путь Ильича (Кировский район Макеевки)
- 4 Ясиновский коксохимический завод (Кировский район Макеевки) — мкр «Восточный» (Червоногвардейский район Макеевки)
- 6 Автостанция «Плехановская» (ранее — от Новых Планов, Кировский район Макеевки) — ул. Малиновского (ранее — до шахты «Червоногвардейская» (Червоногвардейский район Макеевки)

До начала 2000-х годов в районе эксплуатировались 8 из 9 троллейбусных маршрутов. При содействии мера Джарты 5 из 9 троллейбусных маршрутов (как и все трамвайные маршруты) были ликвидированы, контактные сети и рельсы на большем протяжении не эксплуатируемых маршрутов были разобраны.